# Aki Hakala
Aki Markus Hakala (Espoo, 28 ottobre 1979) è un batterista finlandese, noto per essere membro del gruppo musicale The Rasmus.

## Carriera
Aki ha iniziato a suonare nei Kwan e nei Killer ed ha recitato nella serie televisiva finlandese Siamin tytöt, dove ha interpretato un mago. È entrato a fare parte della band "The Rasmus" nel 1999, prima era l'addetto alle vendite di gadget.
Il 18 luglio 2007 è nata la sua prima figlia.

## Discografia

### Con i The Rasmus
- Peep (1996)
- Playboys (1997)
- Hellofatester (1998)
- Into (2001)
- Dead Letters (2003)
- Hide from the Sun (2005)
- Black Roses (2008)
- The Rasmus (2012)
- Dark Matters (2017)